# 푸저우로

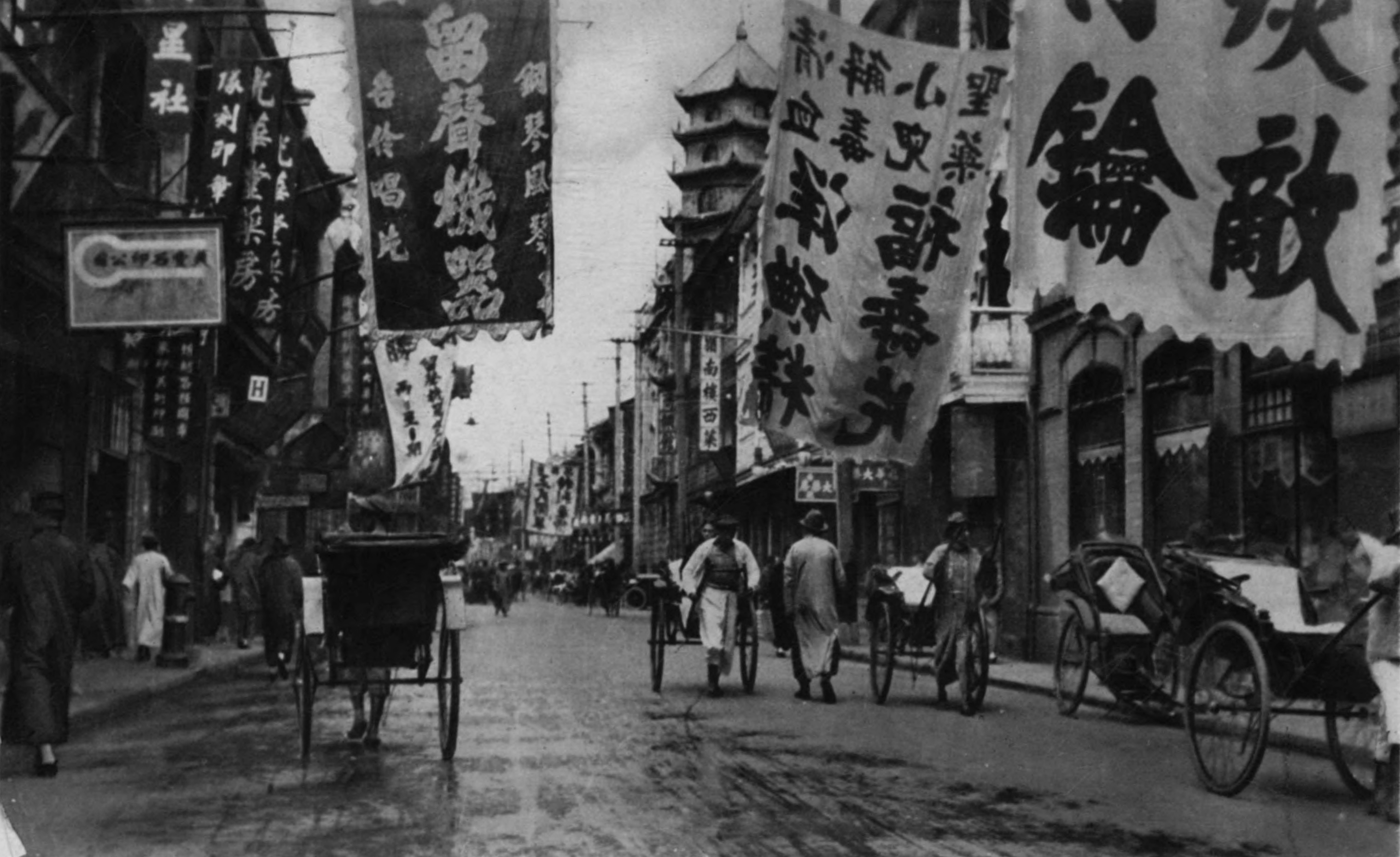
1927년 모습

푸저우로(중국어: 福州路, 병음: Fúzhōu Lù)는 상하이시 황푸구 (상하이시)에 있는 거리이다. 1850년대에 건설되어 1864년까지 여러 번 확장된 1,453m(4,767피트)의 일방통행 도로는 동1중산로와 중시장로를 연결한다. 푸저우로는 역사적으로 상하이의 출판 및 서적 판매 산업의 중심지였지만 극장, 박물관, 레스토랑도 있다. 역사적으로 이곳은 다방, 아편굴, 매춘지가 있던 곳이기도 하다.

## 설명
푸저우로는 상하이 황푸구에 있다. 이 도로는 황푸강을 따라가는 동 1호 중산로에서 남서쪽으로 1,453m(4,767피트)를 지나 난징, 지우장, 한커우 도로와 평행한 중시장로까지 이어진다. 2025년 기준 일방통행 도로이다.

## 역사
푸저우로는 상하이가 개항장으로 개항한 직후인 1850년대에 건설되었다. 처음에는 허난로 교차로까지만 확장되었다. 1856년에는 화강암 조각으로 표면을 덮고 후베이로까지 확장되면서 도시에서 가장 좋은 도로 중 하나로 여겨졌다. 푸저우는 1864년에 지금의 시장중로까지 확장되었다. 처음에는 런던선교협회(London Missionary Society)의 이름을 따서 선교로(Mission Road)라고 명명되었지만, 정부가 모든 도로에 중국 도시의 이름을 붙이는 표준화된 명명 체계를 시행한 후 1865년에 현재의 이름을 갖게 되었다.